# Осипов, Фёдор Дмитриевич
Фёдор Дми́триевич О́сипов (р. 1986, Воронеж) — российский актёр музыкального театра, певец, артист-вокалист высшей категории, Лауреат международного конкурса артистов оперетты им. Франца Легара (I премия) в г. Комарно (Словакия).

## Биография
Фёдор родился 26 января 1986 года в Воронеже. Закончил общеобразовательную школу с музыкальным уклоном. После окончания школы поступил в Воронежский Государственный Педагогический Университет (ВГПУ) на кафедру музыкального образования, класс вокала И. Н. Ходякова.
В 2008 году закончил ВГПУ и уже во время учёбы, начиная с 2005 года, является солистом Воронежского Государственного театра оперы и балета.
В 2009 году приглашён в дважды краснознамённый Ансамбль песни и пляски Российской армии им. А. В. Александрова. С ансамблем гастролировал по странам Европы и Азии.
В 2010—2011 годах проходил срочную службу в Ансамбле песни и пляски Западного военного округа в качестве солиста ансамбля.
В декабре 2011 года приглашён в Санкт-Петербургский театр музыкальной комедии. С 2017 года является приглашённым артистом Санкт-Петербургского театра юных зрителей им. А. А. Брянцева.

## Работа в театре

### Роли в опере
Ещё в студенческие годы начал работать в Воронежском Государственном театре оперы и балета, где исполнил следующие партии:
- Вакула, «Ночь перед Рождеством», Римский-Корсаков — первая сольная роль
- Лыков, «Царская невеста», Римский-Корсаков
- Ленский, «Евгений Онегин», Чайковский
- Виконт Гастон де Леторьер, «Травиата», Верди
- Чекалинский, «Пиковая дама», Чайковский

### Роли в оперетте
Во время работы в Воронежском Государственном театре оперы и балета исполнил следующие партии:
- Баринкай, «Цыганский барон», Иоганн Штраус
- Аверин, «Севастопольский вальс», Константин Листов

В 2011 году в Санкт-Петербургском театре музыкальной комедии дебютировал в оперетте «Холопка» Николая Стрельникова, роль Андрея Туманского. Далее исполнял роли Адама, оперетта «Продавец птиц» Карла Целлера; Альфреда, оперетта «Летучая мышь» Иоганна Штрауса; Париса, оперетта «Десять невест и ни одного жениха» Франца фон Зуппе.
Сейчас в репертуаре артиста:
- Рауль — «Фиалка Монмартра» Имре Кальмана
- Раджами — «Баядера» Имре Кальмана
- Рене — «Мадам Помпадур» Лео Фалля
- Россильон — «Веселая вдова» Франца Легара
- Рене — «Граф Люксембург» Франца Легара
- Николка — «Бабий бунт» Евгения Птичкина
- Граф Балдуин Цедлау — «Венская кровь» Иоганна Штрауса
- Куприяныч — «Женихи» Исаака Дунаевского
- Марио и Боевик-революционер — «Белый. Петербург» Георгия Фиртича, мистерия по мотивам романа Андрея Белого «Петербург». Спектакль — лауреат премии «Золотой софит», 2016 год; в 2017 году спектакль номинирован на премию «Золотая маска».
- Орфей — «Орфей в аду» Жака Оффенбаха
- Андрейка — «Свадьба в Малиновке» Б. Александрова
- Су-Шонг — «Страна улыбок» Франца Легара (сезон 2016/2017)
- Цикламен, муж Мьёсотис — «Чин Чи Ла» К. Ломбардо[англ.] (с 2018)

### Роли в мюзиклах
В 2016 году пройдя кастинг, был утверждён на роль Графа фон Кролока в мюзикл «Бал вампиров» Джима Стейнмана.
Роль Кролока стала отправной точкой в мюзикловой карьере артиста; Фёдор буквально взорвал мюзикловый мир подачей своего героя, блестящим вокалом и, конечно, волной своей харизмы. Графа в исполнении Фёдора называют самым улыбчивым графом и не зря, но рассказывать об этом можно бесконечно, лучше увидеть и услышать в реальном времени. Фёдор исполнял роль Графа фон Кролока в Санкт-Петербургском театре музыкальной комедии в 2016 году, а также в московской постановке мюзикла (компания «Стейдж Энтертейнмент») в 2016—2017 гг.
В 2017 году утверждён на роль привидения — сэра Симона де Кентервиля в мюзикл «Кентервильское привидение» в ТЮЗе им. А. А. Брянцева. Мюзикл «Кентервильское привидение» — это вольная и оригинальная фантазия на тему популярного рассказа Оскара Уайльда. Спектакль идёт с большим успехом и пользуется популярностью не только у юных зрителей, но и у зрителей всех возрастов.
В 2017 году утверждён на роль Фернана Мондего в мюзикл «Граф Монте-Кристо» Фрэнка Уайлдхорна. Постановка идёт в Санкт-Петербургском театре музыкальной комедии. Спектакль представлен в номинации «оперетта-мюзикл/спектакль» российской национальной театральной премии «Золотая маска» по итогам сезона 2017—2018.

## Концертная деятельность
Сотрудничает с проектом «Тёплые Ламповые Вечера» (Санкт-Петербург).
Концерты Фёдора проходят в тёплой и позитивной атмосфере, голос артиста и природное обаяние никого не оставляют равнодушным.
В октябре 2016 года состоялась Первая творческая встреча артиста в Санкт-Петербурге в рамках проекта «Тёплые Ламповые Вечера». В декабре того же года состоялся концерт Фёдора с его коллегами по мюзиклу «Бал Вампиров» — Елизаветой Белоусовой (Сара) и Дарьей Кожиной (Ребекка).
В феврале 2017 года состоялась первая творческая встреча артиста в Москве в рамках проекта «Званые вечера на Денежном». В 2017 году состоялось ещё два сольных концерта: в мае в Москве в рамках проекта «АРТмосфера» в Москве и в сентябре в Санкт-Петербурге в рамках проекта «Тёплые Ламповые Вечера».
3 февраля 2018 года Фёдор возвращается с сольным концертом в Москву в рамках проекта «АРТмосфера». Концерт состоялся в клубе «Glastonberry». С марта 2018 года является приглашенным артистом в Этнографическом парке-музее «ЭТНОМИР», выступив 24-25 марта 2018 г. на Театральном фестивале. 8 апреля 2018 года во Дворце «Олимпия» (Санкт-Петербург) состоялась премьера концертной шоу-программы «Отель 5 звёзд», при участии артистов музыкальных театров Санкт-Петербурга, где Фёдор выступил не только в качестве исполнителя одной из главных ролей, но и автором идеи и сценария.

## Работа в кино и на телевидении
- 2016 — т/с «Тайны следствия», фильм «Чёрный список», роль — Костюхин.

## Награды и премии
- Лауреат I премии Конкурса молодых исполнителей «Весна романса — 2011» (Санкт-Петербург)
- Лауреат конкурса «Оперетта Land» 2011 года, лучший дуэт Екатерина Попова и Фёдор Осипов — дуэт Галатеи и Ганимеда из оперетты Франца фон Зуппе «Прекрасная Галатея»
- В октябре 2016 года стал Лауреатом Международного конкурса артистов оперетты им. Франца Легара (I премия) в г. Комарно (Словакия)
- В декабре 2017 года отмечен Благодарностью Комитета по культуре Санкт-Петербурга за значительный вклад в развитие сферы культуры города